# 水尾村

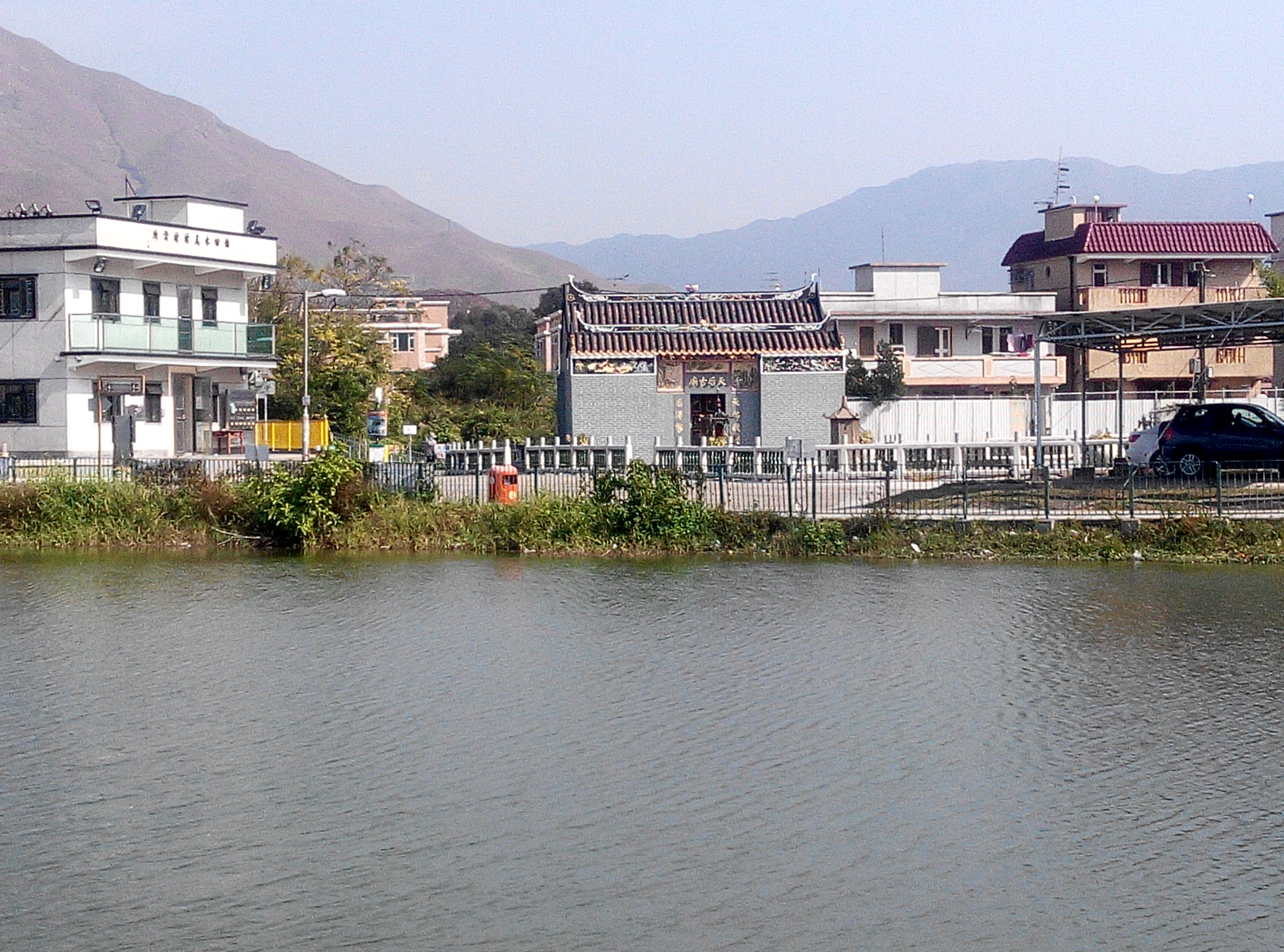
水尾村內的天后古廟與池塘。錦田水尾村村公所在圖片左方

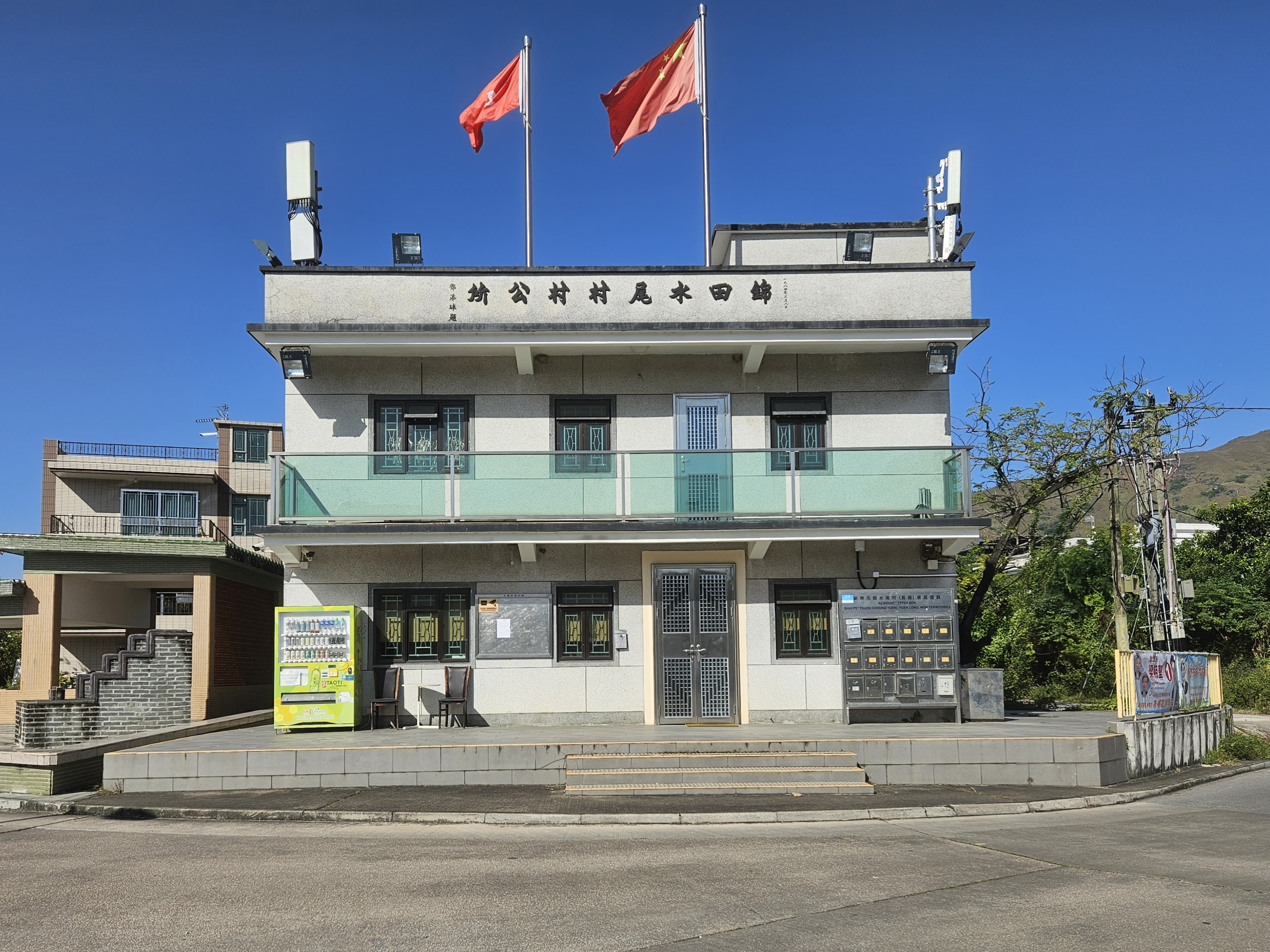
錦田水尾村村公所

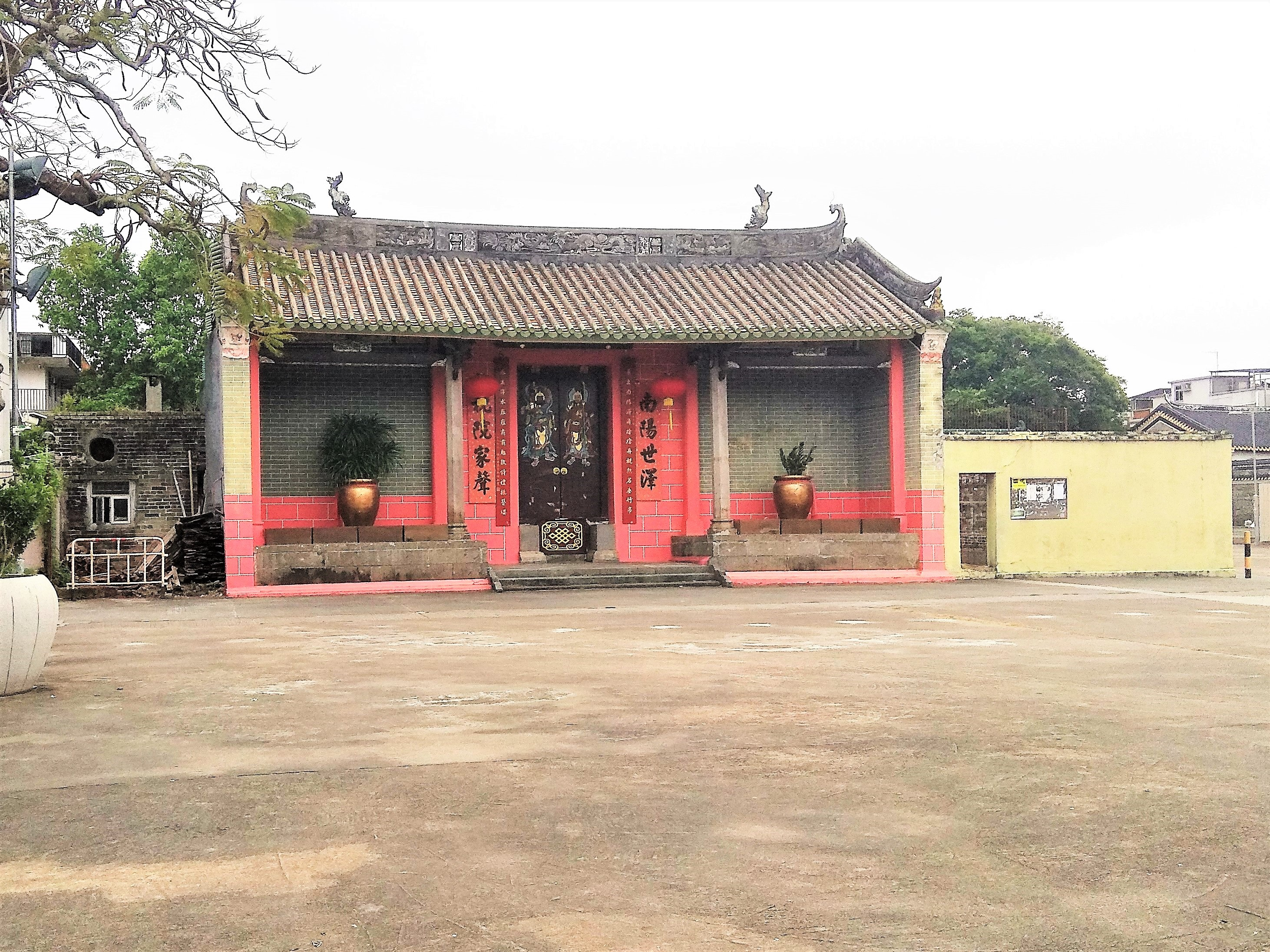
水尾村內的清樂鄧公祠

水尾村（英語：Shui Mei Tsuen）是一條位於香港元朗區錦田地區的鄉村。

## 行政劃分
水尾村是錦田鄉事委員會其中一個鄉村代表。在選舉劃分上，該村被劃為元朗鄉郊東選區，現任區議員為梁明堅與徐君紹。

## 歷史建築
清樂鄧公祠是鄧氏氏族人為紀念第17世祖鄧清樂而建的祠堂，除是錦田鄧氏四大祠堂之一，亦為香港境內其中一個面積最大的祠堂。祠外亦有栽種梅花，盛開時或會吸引遊人拍攝。
村內的天后古廟由鄧氏族人於乾隆10年（1745年）建成，亦為該氏族在錦田地區興建的唯一一所天后廟，用以供奉洪聖和天后。該廟於1936及1968年兩度翻新，當中後者由僧侣芬博及村民幫助下完成。每逢農曆初一及十五，村民均會到廟內拜祭，但不會於天后誕當天舉行任何慶祝活動；而氏族點燈和每10年一度的太平清醮活動亦會於該處進行。

## 保育工作

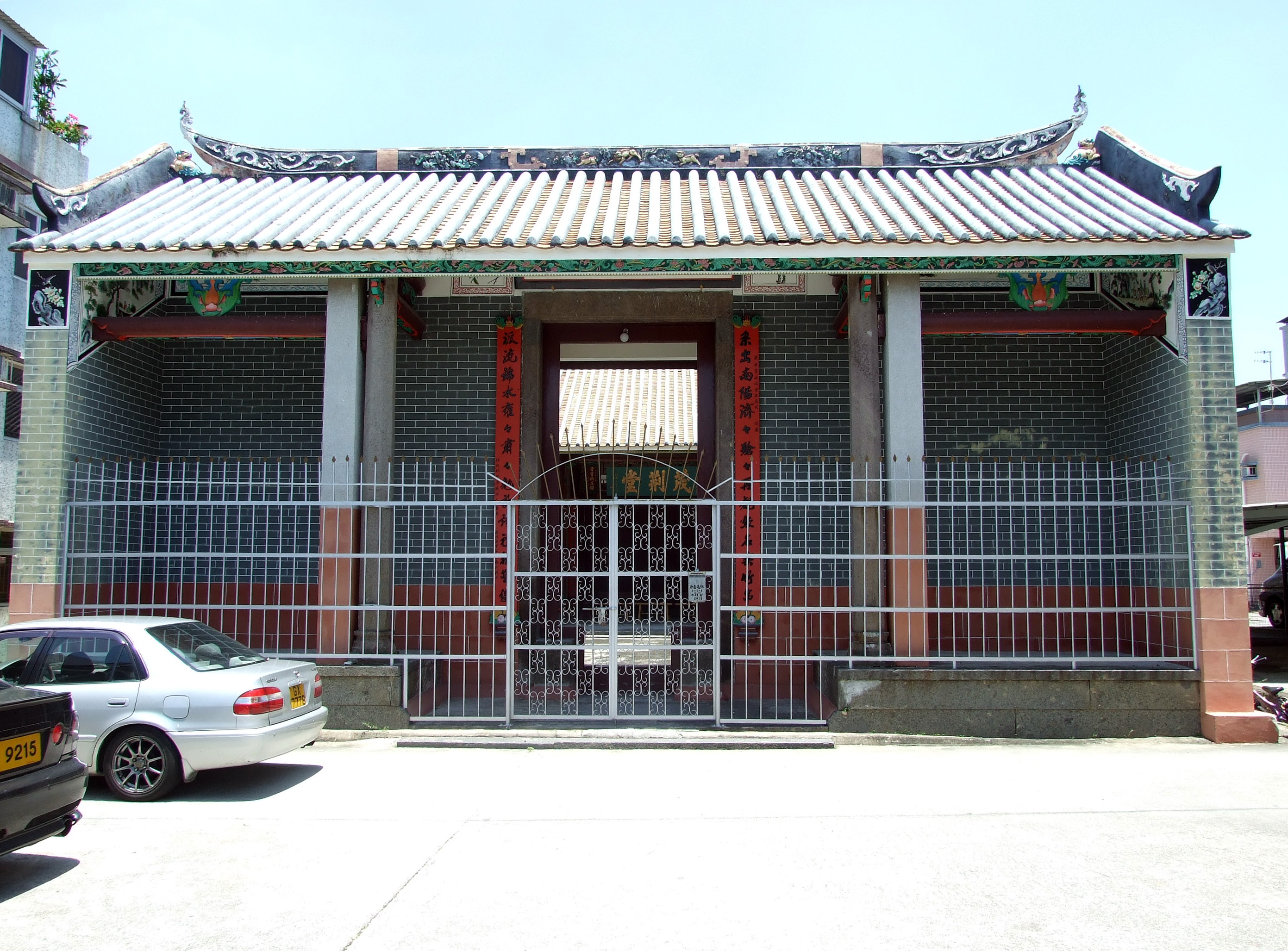
鎮銳鋗鄧公祠

村內擁有多個歷史建築，如下：
- 一級歷史建築：清樂鄧公祠
- 三級歷史建築：鎮銳鋗鄧公祠、天后古廟

## 相關事件

### 村民虐待動物案
2022年1月，一隻寵物狗遭4名男性村民包圍打死；其中一名男子及後被警方以「殘酷對待動物」罪拘捕。狗主指她乞求他們的憐憫，而襲擊者還威脅要揍她。她亦指出，肇事寵物狗過往曾於狗隻繁殖場被商家不斷繁殖，後來因沒有利用價值而被丟棄，並於偶然機會下被她救起。

## 延伸閱讀
- Lee, Ho Yin; DiStefano, Lynne Delehanty. . Oxford University Press. 2002. ISBN 978-0-19-592859-4.（關於水尾村及水頭村）

## 外部連結
- 居民代表選舉水尾村（錦田）的劃定現有鄉村範圍（2019－2022年） （页面存档备份，存于）
- 古物古跡辦事處「香港傳統中式建築資訊系統」：水尾村，存于
- 古物諮詢委員會關於清樂鄧公祠的簡要文件 （页面存档备份，存于）（圖片 （页面存档备份，存于））
- 古物諮詢委員會關於鎮銳鋗鄧公祠的簡要文件 （页面存档备份，存于）（圖片 （页面存档备份，存于））
- 古物諮詢委員會關於天后古廟的簡要文件 （页面存档备份，存于）（圖片 （页面存档备份，存于））

22°26′49″N 114°03′43″E / 22.447078°N 114.062045°E